# Riordinamento radiale

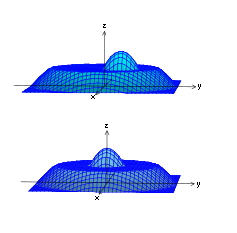
Funzione non simmetrica e sua riarrangiata con la stessa norma

In analisi funzionale, una branca della matematica,il  riordinamento monotono viene utilizzato quando, data una funzione generica dello spazio {\displaystyle L^{p}}, può essere comodo riuscire ad associarne una nuova avente stessa norma, ma più regolare, in particolare a simmetria radiale.

## Definizione

### Insiemi
Dato un insieme misurabile {\displaystyle A}, il suo riordinamento radiale {\displaystyle A^{*}} in {\displaystyle \mathbb {R} ^{n}} è dato da:
{\displaystyle A^{*}=\{x\in \mathbb {R} ^{n}:\,\omega _{n}\cdot |x|^{n}<|A|\}}
dove {\displaystyle \omega _{n}} è il volume della sfera unitaria e {\displaystyle |A|} il volume di {\displaystyle A}. Si tratta quindi di una sfera centrata nell'origine che ha lo stesso volume di {\displaystyle A}.

### Funzioni
Il riordinamento radiale di una funzione misurabile non negativa {\displaystyle f} i cui insiemi di livello hanno misura finita è:
{\displaystyle f^{*}(x)=\int _{0}^{\infty }\mathbb {I} _{\{y:f(y)>t\}^{*}}(x)\,dt}
Ovvero, il valore di {\displaystyle f^{*}(x)} fornisce il valore {\displaystyle t} tale per cui il raggio del riordinamento radiale di {\displaystyle \{y:f(y)>t\}} è {\displaystyle x}. Questa definizione è motivata dal fatto che l'identità:
{\displaystyle g(x)=\int _{0}^{\infty }\mathbb {I} _{\{y:g(y)>t\}}(x)\,dt}
è valida per ogni funzione non-negativa {\displaystyle g}; quindi la definizione data è l'unica che implica {\displaystyle \mathbb {I} _{A}^{*}=\mathbb {I} _{A^{*}}}.

## Proprietà
- Simmetria radiale: è evidente dalla definizione, infatti se {\displaystyle |x_{1}|=|x_{2}|} allora {\displaystyle u^{*}(x_{1})=u^{*}(x_{2})}.

- Monotonia: è evidente dalla definizione, infatti se {\displaystyle |x_{1}|<|x_{2}|} allora:

{\displaystyle \sup \,\{t\in [0,M)\,:\,\mu (t)>\omega _{n}|x_{1}|^{n}\}\geq \sup \,\{t\in [0,M)\,:\,\mu (t)>\omega _{n}|x_{2}|^{n}\}}
- Semicontinuità inferiore.

## Teoremi

### Stima di decrescita
Se {\displaystyle u} è lipschitziana con costante di Lipschitz L e {\displaystyle t>h>0}, allora vale la stima di decrescita per la misura dei sopralivelli:
{\displaystyle \mu (t-h)-\mu (t)\geq {\frac {h}{L}}\omega _{n}^{\frac {1}{n}}n\mu (t)^{\frac {n-1}{n}}}

#### Dimostrazione
Il numero {\displaystyle \mu (t-h)-\mu (t)} rappresenta la misura dell'insieme {\displaystyle E_{t-h,t}=\{x:t-h<u(x)\leqslant t\}}, cioè:
{\displaystyle \mu (t-h)-\mu (t)={\mathcal {H}}^{n}(E_{t-h,t})}
La {\displaystyle u} è lipschitziana, si può quindi usare la formula di coarea (seconda versione) con le funzioni {\displaystyle u} e {\displaystyle {\frac {1}{|\nabla u|}}}, e si ottiene:
{\displaystyle {\begin{aligned}{\frac {1}{h}}{\mathcal {H}}^{n}(E_{t-h,t})&={\frac {1}{h}}\int _{E_{t-h,t}}{\frac {1}{|\nabla u(x)|}}|\nabla u(x)|dx\\&={\frac {1}{h}}\int _{t-h}^{t}\int _{u^{-1}(s)}{\frac {1}{|\nabla u(x)|}}d{\mathcal {H}}^{n-1}ds\\&\geqslant {\frac {1}{h}}\int _{t-h}^{t}\int _{u^{-1}(t)}{\frac {1}{L}}d{\mathcal {H}}^{n-1}\\&={\frac {1}{Lh}}\int _{t-h}^{t}{\mathcal {H}}^{n-1}{\big (}u^{-1}(s){\big )}ds\\&\geqslant {\frac {1}{L}}\inf _{s\in (t-h,t)}{\mathcal {H}}^{n-1}{\big (}u^{-1}(s){\big )}\end{aligned}}}
Ricordando che {\displaystyle \mu (s)=|E_{s}|} e che il bordo di {\displaystyle E_{s}} è contenuto nell'insieme {\displaystyle \{x:u(x)=s\}}, per cui se si usa la disuguaglianza isoperimetrica si ha che:
{\displaystyle {\begin{aligned}(\mu (s))^{1-{\frac {1}{n}}}&\leqslant n^{-1}\omega _{n}^{-{\frac {1}{n}}}{\mathcal {H}}^{n-1}(\partial E_{s})\\&\leqslant n^{-1}\omega _{n}^{-{\frac {1}{n}}}{\mathcal {H}}^{n-1}(\{x:u(x)=s\}).\end{aligned}}}:
La funzione {\displaystyle \mu } è monotona decrescente ed è una funzione semicontinua inferiormente, per cui passando all'estremo inferiore si ottiene:
{\displaystyle {\big (}\mu (t){\big )}^{1-{\frac {1}{n}}}\leqslant n^{-1}\omega _{n}^{-{\frac {1}{n}}}\inf _{s\in (t-h,t)}{\mathcal {H}}^{n-1}(\{x:u(x)=s\}).}:
Mettendo insieme le relazioni trovate:
{\displaystyle \mu (t-h)-\mu (t)\geqslant {\frac {h}{L}}\omega ^{\frac {1}{n}}n\mu (t)^{\frac {n-1}{n}}}
e si trova così la stima cercata.

### Lipschitzianità del riordinamento
Sia {\displaystyle u:\mathbb {R} ^{n}\to \mathbb {R} ^{+}} tale che {\displaystyle \lim _{|x|\to +\infty }u(x)=0}. Se {\displaystyle u} è Lipschitziana con costante di Lipschitz {\displaystyle L} allora anche la {\displaystyle u^{*}(x)} è Lipschitziana con la stessa costante di Lipschitz.

### NormaLp{\displaystyle L^{p}}del riordinamento
Se {\displaystyle u} è una funzione appartiene allo spazio {\displaystyle L^{p}}, anche il suo riordinamento appartiene a tale spazio, e inoltre la norma è la stessa. Quindi:
{\displaystyle \|u^{*}\|_{L^{p}}=\|u\|_{L^{p}}}

#### Dimostrazione
Esprimendo il calcolo della norma di {\displaystyle u} in funzione della misura dei sopralivelli:
{\displaystyle {\begin{aligned}\int _{\mathbb {R} ^{n}}u(x)^{p}dx&=\int _{\mathbb {R} ^{n}}\left(\int _{0}^{+\infty }\chi _{(0,u(x))}(t)pt^{p-1}dt\right)dx\\&=\int _{0}^{+\infty }pt^{p-1}\left(\int _{\mathbb {R} ^{n}}\chi _{(t,+\infty )}(u(x))dx\right)dt\\&=\int _{0}^{+\infty }pt^{p-1}\mu (t)dt\end{aligned}}}
Lo stesso calcolo vale per la norma di {\displaystyle u^{*}}.

### NormaW1,p{\displaystyle W^{1,p}}del riordinamento
Vale la disuguaglianza di Pólya-Szegő, per cui se una funzione appartiene allo spazio {\displaystyle W^{1,p}} anche il suo riordinamento appartiene a tale spazio, e inoltre la norma del riordinamento è minore o uguale alla norma della funzione.